# Berlin-Heinersdorf
Berlin-Heinersdorf  est un quartier de Berlin, faisant partie de l'arrondissement de Pankow. Avant la réforme de l'administration de 2001, il faisait partie de l'ancien district de Weißensee.

## Population
Le quartier comptait 7 388 habitants le 1er janvier 2017 selon le registre des déclarations domiciliaires soit 1 870 hab./km2.